# جيمس إل. ريد
جيمس إل. ريد هو سياسي أمريكي، ولد في 1907، وتوفي في 31 يناير 1985. نشط حزبياً في الحزب الجمهوري.